# Ташир (Бурятія)
Ташир (рос. Ташир) — улус Селенгинського району, Бурятії Росії. Входить до складу Сільського поселення Іройське.
Населення —  1206 осіб (2015 рік). 